# Dorothy Allison

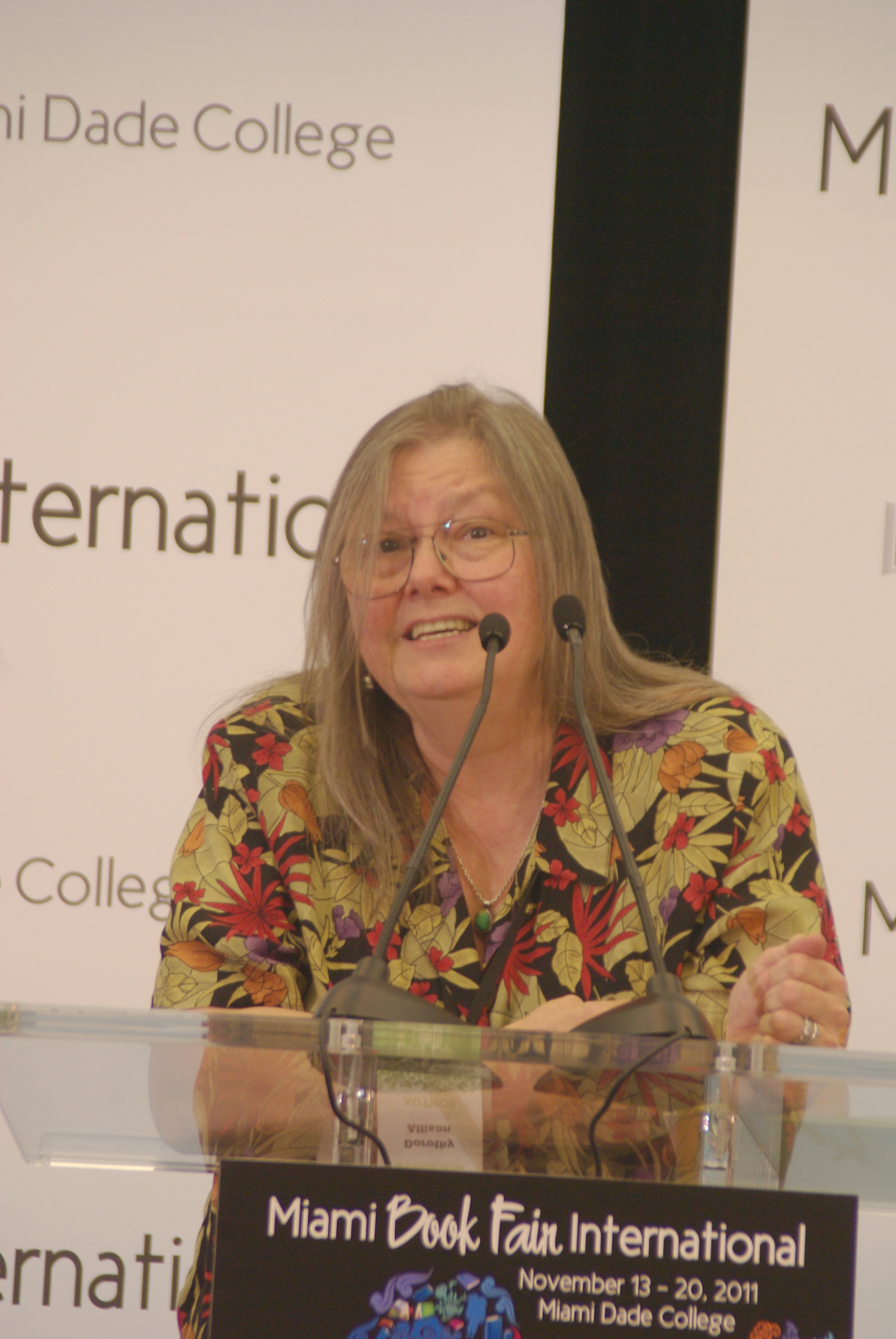
Dorothy Allison beim Miami Book Fair International 2011

Dorothy Allison (* 11. April 1949 in Greenville, South Carolina; † 6. November 2024 in Guerneville, Kalifornien) war eine US-amerikanische Autorin, Speaker und Mitglied der Fellowship of Southern Writers.

## Biografie
Allison wuchs in Greenville, South Carolina auf. Sie besuchte in den frühen 1970ern das Florida Presbyterian College (heute umbenannt in Eckerd College) mit einem National Merit Stipendium. Während dieser Zeit schloss sie sich der Frauenbewegung im Rahmen eines feministischen Kollektivs an. Nachdem sie den B.A. erhielt, studierte sie Anthropologie an der Florida State University und an der New School for Social Research.
Allisons Werke beschäftigen sich mit den Themen Klassenkampf, Kindesmissbrauch und Vergewaltigung, Frauen, Familie, Lesben und Feminismus. 1988 veröffentlichte sie Trash, eine Sammlung von Kurzgeschichten, die 1989 mit dem Lambda Literary Award ausgezeichnet wurde. Der erste Roman von Allison Bastard Out of Carolina (deutsch Die Angst in mir ist wie ein großer Fluss/Kuckuckskinder) ist ein halb-autobiographisches Werk, das sie 1992 veröffentlichte. Der Roman, der in ihrer Heimatstadt Greenville spielt, spiegelt die südstaatlichen Klassen- und Machtverhältnisse in der US-amerikanischen Gesellschaft. Die ich-Erzählerin, ein Mädchen namens Bone, leidet weniger unter der Armut als unter der Verachtung des White Trash durch die weißen Mittelschichten.
Das Buch war unter den fünf Finalisten des National Book Award in den Vereinigten Staaten. Der Roman gewann den Ferro Grumley Award und den Bay Area Reviewers Award. 1996 wurde das Buch unter der Regie von Anjelica Huston mit dem deutschen Titel Schutzlos – Schatten über Carolina verfilmt und erzielte einige Kontroversen aufgrund des Filminhalts. Der Film wurde vom kanadischen Maritime Film Classification Board verboten. Der Roman wurde in über ein Dutzend Sprachen übersetzt.
Der zweite Roman Cavedweller (deutsch Heimkehr nach Cayro) wurde 1998 veröffentlicht und wurde zum Bestseller in der New York Times. Er gewann 1999 den Lambda Literary Award und war Finalist für den Lillian Smith Prize. Der Roman wurde zur Vorlage für Bühne und Film, am bekanntesten ist der Film mit den Schauspielern Kyra Sedgwick und Kevin Bacon.
Allison startete 1998 den The Independent Spirit Award (nicht zu verwechseln mit den Independent Spirit Awards). Der Preis wird jährlich von der Astrea Foundation vergeben. Des Weiteren war Allison Mitglied im Vorstand von International PEN sowie in den Beratungsgremien von National Coalition Against Censorship, Feminists for Free Expression und James Tiptree, Jr. Award.
Mit ihrer Partnerin Alix Layman und ihrem adoptierten Sohn Wolf lebte Allison zuletzt in Kalifornien. Allison wurde 2006 zum Writer in Residence am Columbia College gewählt und arbeitete zuletzt an ihrem dritten Roman She Who. Sie gehörte zu den Gründerinnen der Organisation Lesbian Sex Mafia.

## Auszeichnungen
- 1989 Lambda Literary Award für Trash
- 1995: Stonewall Book Award und Lambda Literary Award für Skin
- 1999: Lambda Literary Award für Cavedweller

## Bibliografie
Lyrik
- The Women Who Hate Me. Poetry 1980–1990. Firebrand Books, Ithaca, N.Y. 1991, ISBN 0-932379-99-0 (EA Brooklyn 1983).

Prosa
- Trash. Short Stories. Plume Books, New York 2002, ISBN 0-452-28351-5 (EA New York 1988).
- Bastard Out of Carolina. Plume Books, New York 1992, ISBN 0-452-26957-1.
  - deutsch: Die Angst in mir ist wie ein großer Fluss. Übersetzt von Christine Popp. Droemer Knaur, München 1994, ISBN 3-426-65003-7. Neuauflage als: Kuckuckskinder. Goldmann, München 2002, ISBN 3-442-45048-9.
- Skin. Talking About Sex, Class And Literature. Pandora Press, London 1995, ISBN 0-04-440944-3 (EA Ithaca 1994).
- Two or Three Things I Know for Sure. Plume Books, New York 1996, ISBN 0-452-27340-4 (EA New York 1995).
  - deutsch: Zwei oder drei Dinge, die ich sicher weiß. Goldmann, München 2002, ISBN 3-442-44434-9 (übersetzt von Angelika Felenda)
- Cavedweller. Abacus Press, London 1999, ISBN 0-349-11105-7 (EA New York 1998).
  - deutsch: Heimkehr nach Cayro. Übersetzt von Sabine Lohmann. Goldmann, München 1999, ISBN 3-442-30797-X.
- She Who (in Vorbereitung)

## Film
- Tina Di Feliciantonio (Regie): 2 or 3 Things But Nothing for Sure, 1997
- Anjelica Huston (Regie): Schutzlos – Schatten über Carolina. 1996 (frei nach ihrem Roman Kuckuckskinder)